# Tomentierung
Als Tomentierung wird die Bedeckung der Chitinoberfläche eines Insekts mit kurzen, haarähnlichen Auswüchsen bezeichnet. Insekten können an verschiedenen Stellen ihres Körpers, z. B. auf bestimmten Beingliedern, auf der Bauchseite oder bei den Käfern auf den Flügeldecken (Elytren) tomentiert sein. Die Tomentierung gibt der Körperoberfläche einen samtartigen Glanz und kann farbige Flecken bilden, die als Zeichnung für die Bestimmung der Arten von Bedeutung sein können.
Die Tomentierung ist nicht zu verwechseln mit einer echten Behaarung oder Beborstung, die aus wesentlich längeren, fadenförmigen Chitinauswüchsen der Insekten besteht. Auch eine Beschuppung wie beispielsweise auf den Flügeldecken vieler Rüsselkäfer wird nicht als Tomentierung bezeichnet.